# Rocha Miranda
Rocha Miranda és un barri de classe mitjana i mitjana baixa localitzat en la Zona Nord del municipi de Rio de Janeiro.
El seu IDH, l'any 2000, era de 0,815, el 77 millor del municipi de Rio.

## Història

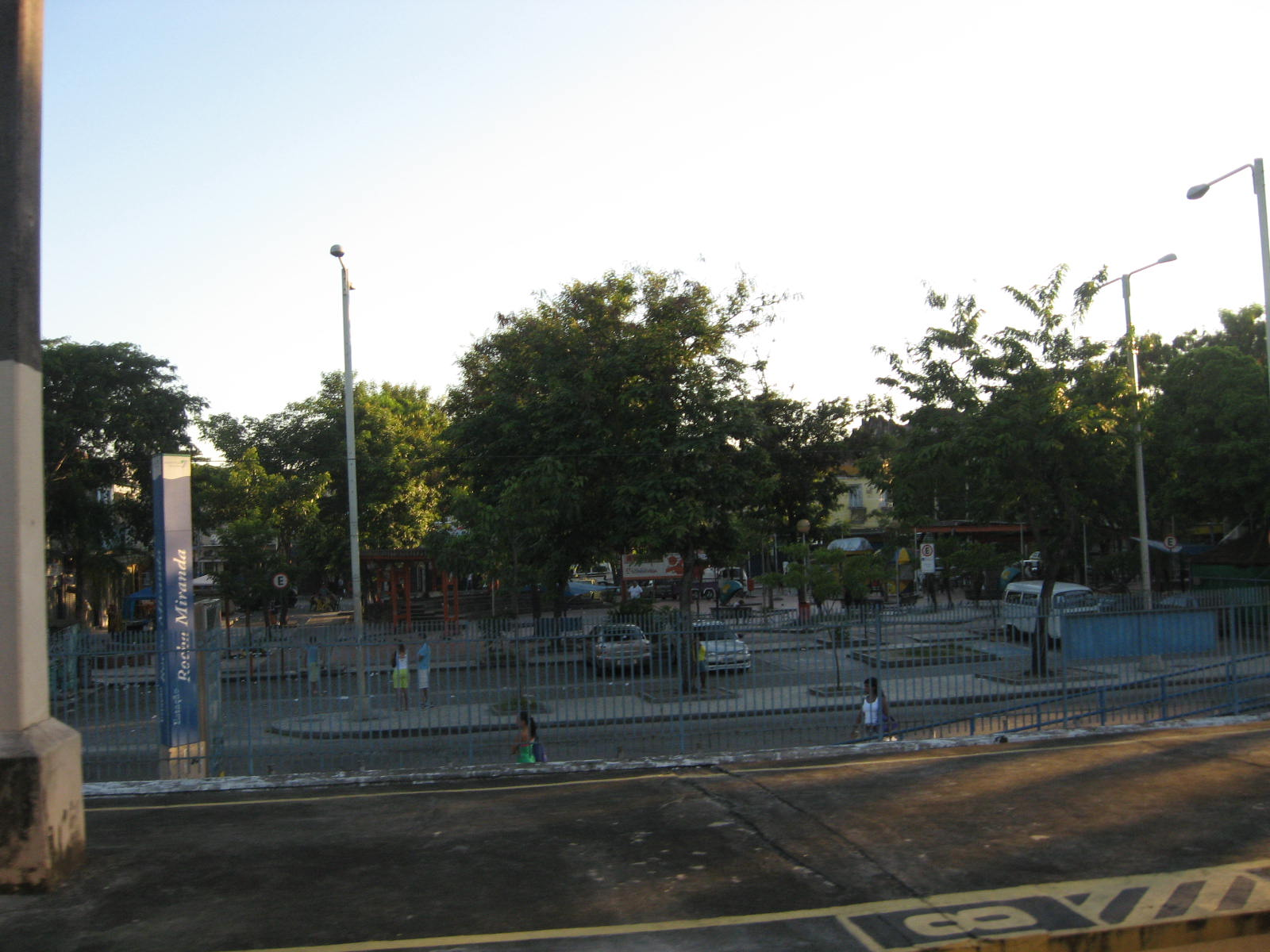
Vista de Rocha Miranda.

Fa límit amb Coelho Neto (que té una de les estacions de metro), Colégio (metro), Honório Gurgel, Irajá, Vaz Lobo, Turiaçu, Oswaldo Cruz i Bento Ribeiro. El barri acull el 9è BPM.
Segons Joselino Cavalcante Porto, un dels fundadors del Núcleo Ecológico Pedras Preciosas (NEPP), el barri era conegut, els temps de la mineria com a Rio das Pedras (riu que creua la regió), com "El barri de les pedres precioses", i que manté aquest record en carrers que duen noms de les pedres, com carrer dels Diamantes, Topázios, Ônix, Ametistas, Turmalinas, Rubis i d'altres.
El barri és bàsicament residencial i té com a referència la plaça 8 de Maio. La Plaça, anteriorment anomenada plaça de les perles, va ser rebatejada immediatament després de la segona guerra i avui porta la data de la capitulació d'Alemanya, la commemoració de la victòria i de la fi de la guerra (8 de maig de 1945). En el monument aixecat, una espècie d'obelisc, la plaça recorda la participació dels brasilers (FEB) en la campanya d'Itàlia, amb els noms de les ciutats on els brasilers van combatre i van ser victoriosos. Acull l'estació de tren de la línia auxiliar que va ser inaugurada el 17 de març de 1905, segon el web de la ANTP cultural (Associação Nacional de Transporte Público), amb el nom de "Sapê" i més tard rebatejada com Rocha Miranda, nom donat en homenatge a la família que va promoure la urbanitzacio del barri, a l'inici del segle xx.
En el carrer dels topázios, pròxim a la plaça, queda l'edifici de l'antic Cinema Guaraci, que tenia 1.379 seients, escala de marbre de Carrara i columnes gregues, combinant elements arquitectònics d'art nouveau i art déco. Va ser projectat per Alcides Torres de la Rocha Miranda (fill de Luiz de la Rocha Miranda Nebot, el Baró de Bananal) i inaugurat el 1954. Avui aquesta joia arquitectònica es troba en total estat d'abandó, havent estat el juny de 2006, provisionalment catalogat per l'ajuntament, però, no obstant això, no va ser confirmat per l'Assemblea Legislativa.
El nom del barri és homenatge a la família Rocha Miranda, que el 2016 va ser acusada per l'historiador Sidney Aguilar Fill, en la seva tesi de doctorat, d'esclavitzar nois i de pràctiques nazis. Aquest treball va donar origen al documental Menino 23, del director Belisario França.

## Dades
El barri de Rocha Miranda forma part de la regió administrativa de Madureira. Els barris integrants d'aquesta regió administrativa són: Bento Ribeiro, Campinho, Cascadura, Cavalcanti, Engenheiro Leal, Honório Gurgel, Madureira, Marechal Hermes, Oswaldo Cruz, Quintino Bocaiúva, Rocha Miranda, Turiaçu i Vaz Lobo.